# Shrapnel Records
Pour les articles homonymes, voir Shrapnel (homonymie).
Shrapnel Records est un label discographique américain de heavy metal, basé à Novato, en Californie. Il est fondé dans les années 1980 par Mike Varney, et a popularisé plusieurs guitar heroes comme Yngwie Malmsteen, Jason Becker ou encore Marty Friedman.
Le premier disque paru est une compilation intitulée U.S. Metal Guitar Heroes.

## Histoire
Le guitariste Marty Friedman (anciennement Megadeth et Cacophony), l'un des artistes les plus populaires du label, apparait pour la première fois sur l'album Unsung Guitar Heroes II en 1980 avec le groupe Vixen. Vixen changera plus tard son nom pour Hawaii et sort l'album One Nation Underground pour Shrapnel. En 1981, un ami donne à Mike Varney une cassette audio sur laquelle figure un jeune guitariste suédois de 17 ans, Yngwie Malmsteen. Un an plus tard, Malmsteen écrit au label qu'il souhaite exporter sa musique en Amérique. Varney, qui commence à écrire une rubrique intitulée Spotlight pour le magazine Guitar Player en 1982, présente Malmsteen dans sa rubrique de février 1983. Le directeur du label emmène Yngwie en Californie, et le fait jouer dans le nouveau groupe du chanteur Ron Keel, Steeler. L'album éponyme de Steeler devient un best-seller pour Shrapnel Records.
Blues Bureau est créé en tant que sous-label en 1992, en tant que label indépendant américain orienté guitare, blues et blues rock.
Le label est racheté par The Orchard, filiale de Sony Music Entertainment, en novembre 2015.